# Michael O’Neill (Fußballspieler)
Michael Andrew Martin O’Neill, MBE (* 5. Juli 1969 in Portadown) ist ein nordirischer Fußballtrainer und ehemaliger -nationalspieler. Er trainierte zuletzt den englischen Zweitligisten Stoke City und aktuell wieder die nordirische Fußballnationalmannschaft.

## Karriere

### Als Spieler

#### Vereine
O’Neill begann mit 15 Jahren beim Coleraine FC in der nordirischen Irish Premier League. 1987 wechselte er als 18-Jähriger für 100.000 £ zum englischen Erstligisten Newcastle United, wo er zusammen mit Paul Gascoigne spielte. In zwei Spielzeiten erzielte er in 48 Spielen 15 Tore, stieg aber 1989 in die Zweite Liga ab und kam aufgrund einer Verletzung auch nur zu wenigen Einsätzen.
Er wechselte daraufhin für den Vereinsrekord von 350.000 £ zum schottischen Erstligisten Dundee United. Mit Dundee erreichte er in der ersten Saison als Vierter den UEFA-Pokal 1990/91, im Scottish FA Cup scheiterte Dundee aber im Halbfinale an einem seiner späteren Vereine, dem FC Aberdeen. Im UEFA-Pokal setzte sich Dundee in der ersten Runde gegen den isländischen Vizemeister FH Hafnarfjörður durch, scheiterte in der zweiten Runde aber am Vierten der niederländischen Eredivisie Vitesse Arnheim. In der Saison 1990/91 verpasste er mit Dundee als Vierter den UEFA-Pokal. Durch die 3:4-Niederlage nach Verlängerung gegen den FC Motherwell im Pokalfinale, bei der er aber nicht zum Einsatz kam, verpassten sie dann auch den Europapokal der Pokalsieger. 1992 verpassten sie als Vierter ebenfalls den UEFA-Pokal und schieden im Pokal bereits im Achtelfinale gegen Celtic Glasgow aus. Die Saison 1992/93 beendete Dundee erneut als Vierter, war damit aber für den UEFA-Pokal 1993/94 qualifiziert, da der zweitplatzierte FC Aberdeen, gegen den Dundee im Achtelfinale ausgeschieden war, als Pokalsieger am Europapokal der Pokalsieger 1993/94 teilnahm.
O’Neill wechselte aber nach der Saison auch aufgrund von Problemen mit Teammanager Jim McLean zu Hibernian Edinburgh, der als Sechster für keinen europäischen Wettbewerb qualifiziert war. Mit dem Hauptstädtern konnte er sich 1994 als Fünfter, 1995 als Dritter und 1996 wieder als Fünfter nie für einen europäischen Wettbewerb qualifizieren. Und während sein alter Verein 1994 den Pokal gewann, scheiterte er mit den Hibernians bereits im Achtelfinale. Ein Jahr später konnte immerhin das Halbfinale erreicht werden, wo die Hibs erst im Wiederholungsspiel am späteren Sieger Celtic scheiterten. 1996 war dagegen bereits in der 3. Runde der FC Kilmarnock besser.
1996 wechselte er dann zum englischen Erstligisten Coventry City, obwohl er bereits dem österreichischen Verein SK Sturm Graz eine Zusage gegeben hatte. Mit Coventry entging er aber nur durch einen Punkt besser gestellt, als Viertletzter dem Abstieg. Allerdings kam er in zwei Spielzeiten nur zu fünf Einsätze und wurde 1998 an den schottischen Erstligisten FC Aberdeen und den englischen Zweitligisten FC Reading verliehen, der aber am Saisonende als Tabellenletzter abstieg. Bei beiden kam er aber auch nur zu wenigen Einsätzen. Anschließend wechselte er zum englischen Drittligisten Wigan Athletic. Mit Wigan verpasste er als Sechster den direkten Aufstieg in die zweite Liga und scheiterte dann im Play-off-Halbfinale am Dritten Manchester City, der ein Jahr zuvor aus der zweiten Liga abgestiegen war und nun wieder zurückkehrte. In der folgenden Saison verpasste Wigan als Vierter wieder den direkten Aufstieg und scheiterte dann im Play-off-Finale am Dritten FC Gillingham in der Verlängerung, in dem er aber nicht zum Einsatz kam.
Anschließend zog es ihn wieder in den Norden, wo er mit FC St. Johnstone in der Scottish Premier League 2000/01 erfolgreich gegen den Abstieg kämpfte. Dann wagte er den Sprung über den Atlantik zu den neu gegründeten Portland Timbers in die USL A-League und kehrte dann wieder nach Schottland zurück um für den FC Clydebank in der dritthöchsten Liga zu spielen. Nachdem der Verein am Ende der Saison aus der Liga ausgeschlossen wurde, kehrte zurück in seine nordirische Heimat und spielte für den Glentoran FC, mit dem er 2003 nordirischer Meister wurde und den Irish Cup gewann. Seine Karriere ließ er dann 2004 in Schottland bei Ayr United ausklingen.

#### Nationalmannschaft
Am 17. Februar 1988 bestritt O’Neill unter Billy Bingham beim 2:3 gegen Griechenland für die nordirische Nationalmannschaft sein erstes Länderspiel, wobei er beim Stand von 1:0 zur zweiten Halbzeit ausgewechselt wurde. Auch in den nächsten elf Spielen wurde er eingesetzt, spielte dabei aber nur viermal über 90 Minuten. Sein erstes Länderspieltor erzielte er am 26. April 1989 drei Minuten nachdem er in der 70. Minute eingewechselt wurde zum 2:0-Endstand gegen Malta in der Qualifikation für die WM 1990. Die Nordiren, die vier Jahre zuvor noch an der WM-Endrunde teilgenommen hatten, scheiterten diesmal aber in der Qualifikation als Gruppenvierter an Spanien und dem südlichen Nachbarn. Nach seinem zwölften Spiel am 11. Oktober 1989, dem letzten Spiel in der WM-Qualifikation, musste er aber 16 Monate auf seinen nächsten Einsatz warten. Zwar spielte er dann im Freundschaftsspiel am 5. Februar 1991 gegen Polen über 90 Minuten, in den beiden folgenden Spielen in der Qualifikation für die EM-1992 kam er aber nicht zum Einsatz. Erst am 11. September 1991 wurde er beim 5:0 gegen die Färöer in der EM-Qualifikation wieder eingewechselt, allerdings erst als es schon 5:0 stand. Die Nordiren hatten aber auch nach diesem Sieg keine Chance mehr sich für die EM-Endrunde zu qualifizieren und in den beiden letzten Qualifikationsspielen kam er dann wieder nicht zum Einsatz. Nach nur drei Kurzeinsätzen in den darauf folgenden Spielen kam er in der Qualifikation für die WM 1994 zu fünf auf einander folgenden Einsätzen, allerdings nur zweimal über die vollen 90 Minuten. Die Nordiren wurden in der Qualifikation aber nur Vierte und mussten wie vier Jahre zuvor Spanien und Irland den Vortritt lassen, womit die Amtszeit von Bingham endete.
Nach einer zehnmonatigen Pause, in der er viermal nicht eingesetzt wurde, kam er unter dem neuen Teammanager Bryan Hamilton im ersten Spiel der Qualifikation für die EM 1996 gegen Liechtenstein wieder zu einem neunminütigen Kurzeinsatz. Bei den restlichen EM-Qualifikationsspielen kam er nur viermal zum Einsatz. Dabei erzielte er im letzten Spiel gegen Österreich beim 5:3-Sieg die Tore zum 1:0 und 5:2. Durch das letzte Gegentor verpassten sie als Gruppendritter aufgrund der um ein Tor schlechteren Tordifferenz gegenüber dem südlichen Nachbarn die Relegationsspiele der beiden schlechtesten Gruppenzweiten. Allerdings konnten sich die Iren dort auch nicht gegen die Niederländer durchsetzen. Nach zwei Einsätzen bei Freundschaftsspielen und den ersten beiden Spielen in der Qualifikation für die WM 1998 endete am 5. Oktober 1996 mit dem 31. Spiel bereits mit 27 Jahren seine Länderspielkarriere, obwohl er auf Vereinsebene noch acht Jahre weiterspielte.

### Als Trainer

#### Vereine
Fast zehn Jahre nach dem Ende seiner Nationalmannschaftskarriere übernahm er im April 2006 den abstiegsbedrohten schottischen Zweitligisten Brechin City, nachdem er zuvor zwei Jahre im Finanzbereich und als Kotrainer beim FC Cowdenbeath gearbeitet hatte. Es gelang ihm aber nicht den Abstieg noch abzuwenden. In der Drittligasaison 2006/07 und Drittligasaison 2007/08 verpasste seine Mannschaft als Vierter und Sechster den Wiederaufstieg. Bereits im Dezember 2008 hatte er aber den Verein schon verlassen, um den irischen Rekordmeister und Rekordpokalsieger Shamrock Rovers zu übernehnmen.
2009 wurden die Rovers unter seiner Leitung Vizemeister und qualifizierten sich für die UEFA Europa League 2010/11. Im Pokal scheiterte seine neue Mannschaft dagegen im Viertelfinalwiederholungsspiel auf eigenem Platz nach Verlängerung an Sporting Fingal. In der Europa League schalteten sie in der zweiten Runde Bne Jehuda Tel Aviv, den Vierten der israelischen Liga aus. In der dritten Runde war dann der italienische Rekordmeister Juventus Turin besser. 2010 wurden die Rovers unter seiner Führung dank der um zwei Tore besseren Tordifferenz erstmals seit 1994 wieder irischer Meister und waren damit für die Qualifikation zur UEFA Champions League 2011/12 qualifiziert. Im Pokal verloren sie aber das Finale gegen Sligo Rovers mit 0:2 im Elfmeterschießen, nachdem beiden Mannschaften in 120 Minuten kein Tor gelungen war.
In der Champions League setzten sich die Rovers in der zweiten Qualifikationsrunde durch ein einziges Tor in zwei Spielen gegen den estnischen Meister FC Flora Tallinn durch. In der dritten Runde war dann der dänische Meister FC Kopenhagen besser. Als unterlegene Mannschaft konnten sie aber in den Playoffs der UEFA Europa League 2011/12 weiterspielen und konnten dort den serbischen Meister FK Partizan Belgrad durch einen Sieg in der Verlängerung in Belgrad bezwingen. Damit waren sie als erster irischer Verein für die Gruppenphase der Europa League qualifiziert. In dieser verloren sie aber alle Spiele gegen PAOK Thessaloniki, Rubin Kasan und die Tottenham Hotspur.
Nachdem 2011 der Meistertitel verteidigt werden konnte, diesmal mit vier Punkten Vorsprung, war man auch für die 2. Qualifikationsrunde der UEFA Champions League 2012/13 qualifiziert. Im Pokal kam dagegen wieder das Aus im Viertelfinale gegen die Sligo Rovers. Im Dezember 2011 gab der Verein bekannt, dass O’Neill nach Auslaufen seines Vertrages den Verein verlassen würde.
Im November 2019 übernahm O’Neill den Cheftrainerposten beim englischen Zweitligisten Stoke City. Das nordirische Nationalteam sollte er noch für die restliche EM-Qualifikation 2020, inkl. möglicher Play-off-Spiele, betreuen, beendete seine Tätigkeit aber schließlich im April 2020. O’Neill führte Stoke in seiner ersten Saison noch vom letzten Tabellenplatz auf Platz 15 und damit in das gesicherte Mittelfeld. In den folgenden beiden Spielzeiten wurde jeweils der 14. Tabellenplatz erreicht. Nachdem der Start in die Saison 2022/23 mit nur einem Sieg aus den ersten fünf Partien misslang, wurde O’Neill Ende August 2022 entlassen.

#### Nationalmannschaft
Im Dezember 2011 gab der nordirische Verband bekannt, dass er ab 1. Februar dessen Fußballnationalmannschaft trainieren würde. Die Nordiren waren zuvor als Gruppenvorletzte in der Qualifikation für die EM 2012 gescheitert und hatten dabei nur das erste Spiel in Slowenien und das Heimspiel gegen die Färöer gewonnen. Beim ersten Spiel unter seiner Leitung am 29. Februar 2012 verloren die Nordiren im heimischen Belfast mit 0:3 gegen Norwegen. Auch von den nächsten acht Spielen konnten die Nordiren kein Spiel gewinnen, holten aber immerhin ein 1:1 in der Qualifikation für die WM 2014 gegen Portugal. Am 14. August 2013 gelang dann mit einem 1:0 gegen Russland der erste Sieg unter seiner Leitung. In den nächsten acht Spielen blieben sie dann wieder sieglos. Damit misslang dann auch die Qualifikation für die WM 2014. Dennoch verlängerte er im 2013 seinen Vertrag um zwei weitere Jahre.
Besser lief es in der Qualifikation für die EM 2016, die die Nordiren mit Siegen gegen Ungarn (2:1), die Färöer (2:0) und Griechenland (2:0) begannen. Danach wurde zwar ein Qualifikationsspiel gegen Rumänien und ein Freundschaftsspiel gegen Schottland verloren, das blieben aber bis zur EM die einzigen Niederlagen. Als Gruppensieger qualifizierten sich die Nordiren erstmals für eine EM-Endrunde und 30 Jahre nach der letzten WM-Teilnahme erstmals wieder für ein großes Fußballturnier. Mit zwölf Spielen ohne Niederlage in Folge (zuvor neun) stellten sie einen neuen Verbandsrekord auf. Im ersten EM-Spiel gegen Polen endete durch eine 0:1-Niederlage diese Rekordserie. Im zweiten Spiel gelang den Nordiren gegen die Ukraine durch ein 2:0 der erste Sieg in einem EM-Spiel und der erste Sieg bei einem großen Turnier seit dem 1:0 gegen Gastgeber Spanien bei der WM 1982. Trotz einer anschließenden 0:1-Niederlage gegen Weltmeister Deutschland erreichten die Nordiren dank ihrer ausgeglichenen Tordifferenz als einer der vier besten Gruppendritten das Achtelfinale, wo sie auf Wales trafen, die ihre Gruppen gewannen. Die Partie wurde mit 0:1 verloren.
Im Dezember 2015 wurde O’Neill zum britischen Trainer des Jahres gewählt. Für seine Verdienste um die nordirische Nationalmannschaft wurde O’Neill im Juli 2017 mit der Ehrendoktorwürde der University of Ulster ausgezeichnet.
In der Qualifikation zur WM 2018 war erneut Deutschland der Gegner. Beide Mannschaften hatten nach acht von zehn Spielen zumindest den zweiten Platz und damit ein Playoff-Spiel gegen einen anderen Gruppenzweiten sicher. Um noch Gruppenerster zu werden, hätten die Nordiren ihre beiden letzten Spiele daheim gegen Deutschland und in Norwegen gewinnen und auf eine Heim-Niederlage der Deutschen gegen Aserbaidschan hoffen müssen. Mit einem Heimsieg gegen Deutschland hätten sie Geschichte schreiben können, da dies noch keiner Mannschaft in der WM-Qualifikation gelungen ist und nun auch Nordirland nicht gelang. Stattdessen endete durch das 1:3 gegen den Weltmeister eine vier Jahre angehaltene Serie von Heimspielen ohne Niederlage.
Am 22. April 2020 trat O’Neill aufgrund der COVID-19-Pandemie und der daraus resultierenden Verschiebungen im europäischen Spielplan, die für ihn mit Stoke City und der Nationalelf zur Doppelbelastung führen würde, vom Traineramt der nordirischen Fußballnationalmannschaft zurück.
Im Dezember 2022 wurde O’Neill erneut Nationaltrainer Nordirlands und unterzeichnete einen Vertrag über fünfeinhalb Jahre, bis zur Europameisterschaft 2028.

## Familie und Hintergrund
Michael O’Neill ist katholisch und stammt aus dem nordirischen Ort Portadown, der bis in die 1990er Jahre von gewaltsamen Auseinandersetzungen zwischen Protestanten und Katholiken und Bombenanschlägen mit zahlreichen Todesopfern im Zuge des Nordirlandkonfliktes geprägt war. Die Geschehnisse in O’Neills Geburtsort gingen als The Troubles in Portadown in die jüngere Geschichte ein. Dort lernte er schon in der Schule seine ebenfalls katholische Ehefrau Bronagh Magee kennen, eine heutige Grundschullehrerin, die als Jugendliche Meisterin im irischen Tanz war. Das Paar hat zwei Töchter.
Nach seiner Ernennung zum nordirischen Nationaltrainer hieß es, O’Neill sei der erste Katholik in diesem Amt seit 50 Jahren: „Being the first Catholic to manage Northern Ireland in 50 years, O’Neill has galvanised communities all over Northern Ireland, breaking down long-standing barriers between Catholic’s and Protestants.“ Diese Behauptung ist jedoch vermutlich nicht zutreffend, da wahrscheinlich auch seine Vorgänger Lawrie McMenemy (1998–1999) und Lawrie Sanchez (2004–2007) einen katholischen Hintergrund hatten. Die New York Times schrieb, dass das einstmals so zerrissene Land geschlossen hinter dem Team stehe.
Das australische Online-Fußballmagazin Outside90 schreibt über O’Neill, dass eine 20-jährige Karriere als Fußballspieler bei 13 verschiedenen Vereinen ohne nennenswerten Erfolg ihn zutiefst schmerze. O’Neill selbst räumte ein, dass diese Enttäuschung für ihn eine wichtige Motivation als Trainer sei.

## Erfolge
- Als Spieler:
  - Nordirischer Meister 2003 mit Glentoran FC
  - Nordirischer Pokalsieger 2004 mit Glentoran FC
- Als Trainer:
  - Irischer Meister 2010 und 2011 mit den Shamrock Rovers
  - Irish Setanta Cup 2011 mit den Shamrock Rovers
  - Qualifikation für die Gruppenphase der UEFA Europa League 2011/12 mit den Shamrock Rovers (als erster irischer Verein)
  - Qualifikation für die EM-Endrunde 2016 mit Nordirland